# Região de Plessur
Plessur é uma região do cantão de Grisões, na Suíça. Tem 285,30 km² de área e sua população em 2019 foi estimada em 42.446 habitantes. Sua sede é a comuna de Coira.
Foi criada em 1 de janeiro de 2016, a partir do território do antigo distrito de Plessur, como parte de uma reorganização territorial do Cantão.

## Comunas
| Coira                | 36.560 | 28.09  |
| Churwalden           | 1.912  | 48.54  |
| Arosa                | 3.145  | 154.78 |
| Tschiertschen-Praden | 307    | 27.75  |